# Arctosa daisetsuzana
Arctosa daisetsuzana är en spindelart som först beskrevs av Saito 1934.  Arctosa daisetsuzana ingår i släktet Arctosa och familjen vargspindlar. Inga underarter finns listade i Catalogue of Life.